# Ruth Metzler-Arnold
Ruth Metzler-Arnold (Sursee, cantón de Lucerna, Suiza, 23 de mayo de 1964) es una política y ejecutiva suiza, que integró el Consejo Federal suizo entre 1999 y 2003.

## Biografía
Estudió en las escuelas secundarias de Willisau y Sursee entre 1977 y 1984, y luego obtuvo una licenciatura en derecho de la Universidad de Friburgo en 1989 y el diploma federal de auditora, profesión que ejerció en una empresa en San Galo hasta 1999. Fue también jueza de distrito entre 1992 y 1995 y jueza cantonal entre 1995 y 1996. Ese último año fue elegida para el Consejo Estatal de Appenzell, dirigiendo el departamento de finanzas.
Fue elegida para el Consejo Federal Suizo el 11 de marzo de 1999 como miembro del Partido Demócrata Cristiano (PDC) del Cantón de Appenzell Rodas Interiores. Durante su tiempo en el cargo, encabezó el Departamento Federal de Justicia y Policía. En diciembre de 2003, no fue reelegida, siendo el tercer caso en la historia de los consejeros federales suizos. La no reelección se debió a la fuerza disminuida de su partido a expensas del partido de su sucesor, Christoph Blocher.
Entre febrero de 2004 y julio de 2004, impartió una clase sobre política en la Universidad de San Galo. En abril de 2005, comenzó a trabajar para la compañía farmacéutica suiza Novartis. Luego continuó trabajando para el sector privado, a la vez que siguió siendo miembro de la comisión de política económica del PDC.
En 2017 fue citada en el caso de los Paradise Papers.

## Obra
- Grissini & Alpenbitter: meine Jahre als Bundesrätin (en alemán), 2004, ISBN 3-85882-388-0.